# Ferrari SF-24
La Ferrari SF-24 (codice interno 676) è la settantesima monoposto di Formula 1 prodotta dalla Ferrari, realizzata per partecipare al campionato mondiale di Formula 1 2024.
La vettura, che succede alla precedente SF-23, è stata presentata con un video sui canali social del team il 13 febbraio 2024.

## Livrea
La livrea della SF-24 si distacca da quella delle due monoposto precedenti, mantenendo comunque la base rossa: inediti sono i dettagli in colore giallo e bianco lungo le pance e davanti all'abitacolo, così come le ali anteriori e posteriori che presentano ora un elemento in colore rosso, al contrario del carbonio esposto delle stagioni precedenti; l'ala posteriore, tuttavia, conferma la presenza della scritta "Ferrari" con la "Effe lunga", sulla scia di quanto già fatto con la SF-23. 
Durante il Gran Premio di Miami, per celebrare il settantesimo anniversario della presenza di Ferrari nel mercato nordamericano, la SF-24 è ornata da una livrea con dettagli in "azzurro La Plata" e "azzurro Dino", due tonalità di azzurro storiche per il marchio. A partire da questa gara, inoltre, la scritta "Ferrari" con la "Effe lunga" posta sull'ala posteriore viene sostituita dai loghi del nuovo title sponsor HP.
Nel corso del weekend del Gran Premio d'Italia, la SF-24 si presenta con una livrea speciale ispirata alla fibra di carbonio: l'interno dei numeri di gara di Leclerc e Sainz, infatti, passa dal consueto bianco al colore nero, richiamando altresì la colorazione già adottata con la F1-75.

## Carriera agonistica

### Stagione

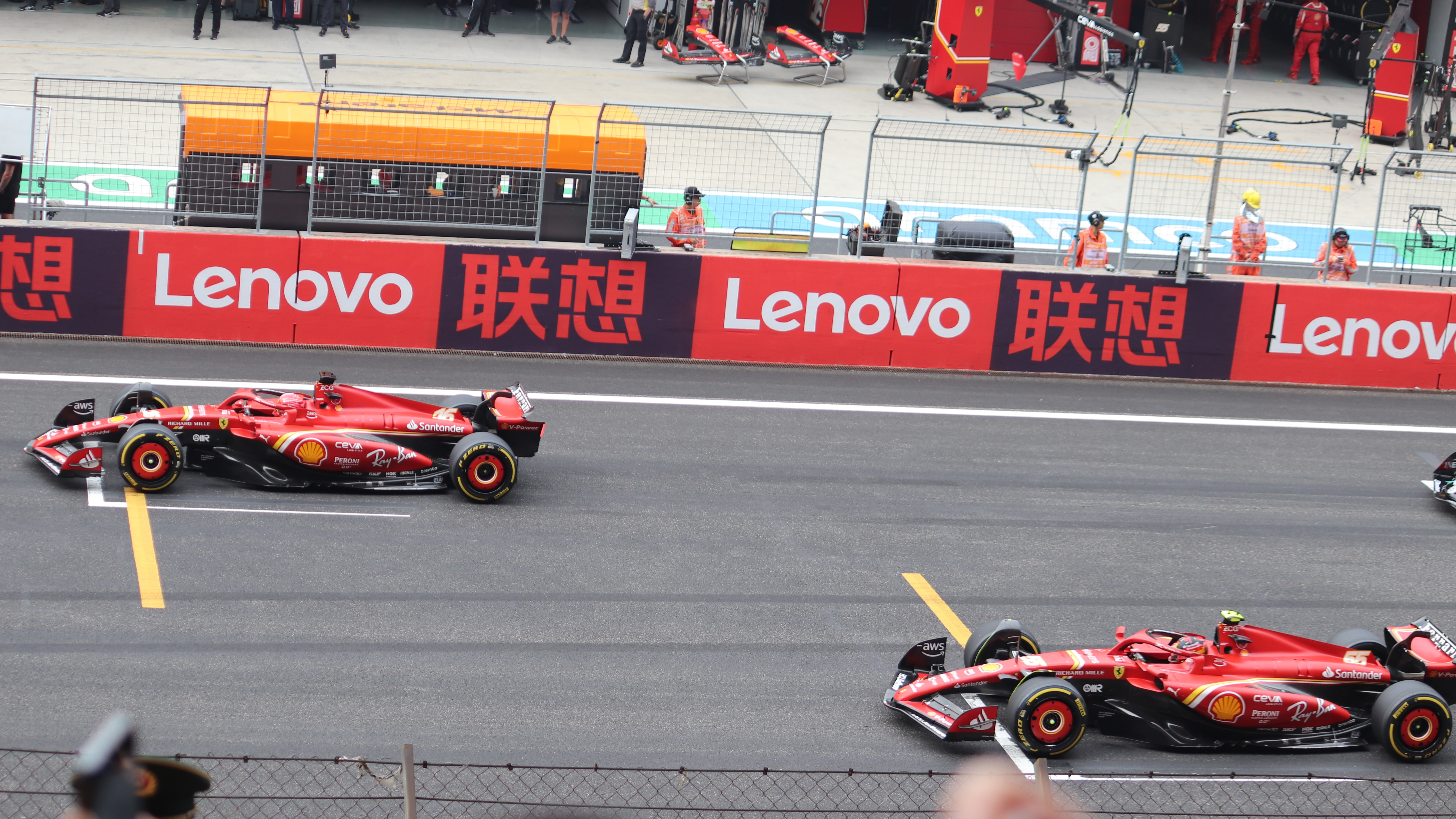
Le due SF-24 di Leclerc e Carlos Sainz Jr. schierate sulla griglia di Shanghai per la partenza del Gran Premio di Cina

Il mondiale della Scuderia inizia con un podio nel Gran Premio del Bahrein, con Sainz Jr. terzo dietro alle due Red Bull e Leclerc quarto, quest'ultimo tuttavia rallentato da un problema ai freni. Il successivo Gran Premio dell'Arabia Saudita si apre con la notizia che lo spagnolo non avrebbe potuto gareggiare, essendo stato operato d'urgenza a causa di un'appendicite: al suo posto, dalla terza sessione di prove libere è sceso in pista il diciottenne pilota di riserva Oliver Bearman, in forza al team Prema in Formula 2. La gara saudita termina con Leclerc classificatosi terzo, mentre il sorprendente britannico — alla prima gara ufficiale nella massima categoria — si classifica settimo. È durante il weekend di Melbourne che la Ferrari ottiene il primo successo stagionale: anche grazie al ritiro di Verstappen, occorso al terzo giro a causa di un problema ai freni, un ancora convalescente Sainz Jr. conclude la gara in prima posizione, con Leclerc saldamente in seconda posizione; si è trattato della prima doppietta per la Scuderia dal Gran Premio del Bahrain 2022. Nel successivo Gran Premio del Giappone, le due vetture di Maranello confermano l'ottimo stato di forma: lo spagnolo termina ancora sul podio, stavolta in terza posizione, mentre il monegasco conclude la corsa classificandosi quarto. Nei primi gran premi stagionali, pertanto, la SF-24 si dimostra essere nettamente più competitiva rispetto alla precedente SF-23, avendo gli ingegneri risolto in larga parte i problemi di degrado gomme e di incapacità di produrre carico aerodinamico che avevano limitato fortemente la resa della precedente monoposto, soprattutto in gara. 
Disputatisi i gran premi di Cina e Miami, in cui i due piloti Ferrari raccolgono complessivamente buoni risultati, a partire dal Gran Premio dell'Emilia-Romagna comincia una parte centrale di stagione in cui la SF-24 — sino ad allora stabile seconda forza dello schieramento, alle spalle della sola Red Bull — non riesce a confermare l'ottimo stato di forma mostrato nelle prime gare stagionali: con l'eccezione del solo Gran Premio di Monaco, vinto per la prima volta in carriera da Leclerc e che ha visto Sainz Jr. occupare il terzo piazzamento, già dal Gran Premio del Canada — in occasione del quale entrambi i piloti non hanno visto la bandiera a scacchi per la prima volta dal Gran Premio d'Azerbaigian 2022 — la vettura va incontro ad un graduale calo di competitività, che la relega a stabile quarta forza, venendo superata dalle scuderie rivali McLaren e Mercedes. Si viene così a confermare un trend, già in atto da parecchi anni a quella parte, che vede la monoposto di Maranello andare incontro a un repentino calo di performance nonostante l'introduzione di un corposo pacchetto di aggiornamenti in occasione del Gran Premio di Spagna. Il seguente Gran Premio d’Austria, complice anche l’incidente di gara occorso tra i battistrada Verstappen e Norris durante i giri finali della gara, vede Sainz Jr. concludere la corsa in un’ottima terza posizione: Leclerc, invece, si classifica fuori dalla zona punti, principalmente a causa di un contatto avuto durante il primo giro con Piastri e Pérez. Un risultato inferiore alle aspettative si ripete altresì nel successivo Gran Premio di Gran Bretagna, in occasione del quale lo spagnolo termina la corsa in quinta posizione e siglando il giro più veloce, mentre il monegasco giunge quattordicesimo al traguardo, venendo addirittura doppiato; a margine della trasferta britannica, inoltre, il direttore tecnico Cardile decide di rassegnare le proprie dimissioni. Nonostante la tempestiva apposizione di correttivi alla versione aggiornata del fondo mirati a ridurre la comparsa del fenomeno del bouncing, anche nel successivo Gran Premio d’Ungheria la SF-24 non riesce ad interrompere la striscia di risultati negativi: Leclerc termina la corsa ai margini del podio, in quarta posizione, mentre Sainz Jr. giunge sesto al traguardo; il ritorno alla vittoria, pertanto, viene ancora una volta rimandato. Il Gran Premio del Belgio segna il termine della parte centrale di stagione: al sabato, in una sessione caratterizzata dalla pioggia, il monegasco conclude le qualifiche piazzandosi secondo, potendo tuttavia cominciare la gara dalla prima posizione in virtù della penalità occorsa a Verstappen, originario pole sitter, mentre lo spagnolo si classifica ottavo, anche lui guadagnando una posizione grazie alla retrocessione in griglia del pilota olandese; in gara, beneficiando della squalifica comminata a Russell, il pilota monegasco conquista un’ottima terza posizione, mentre il pilota spagnolo termina in sesta posizione.

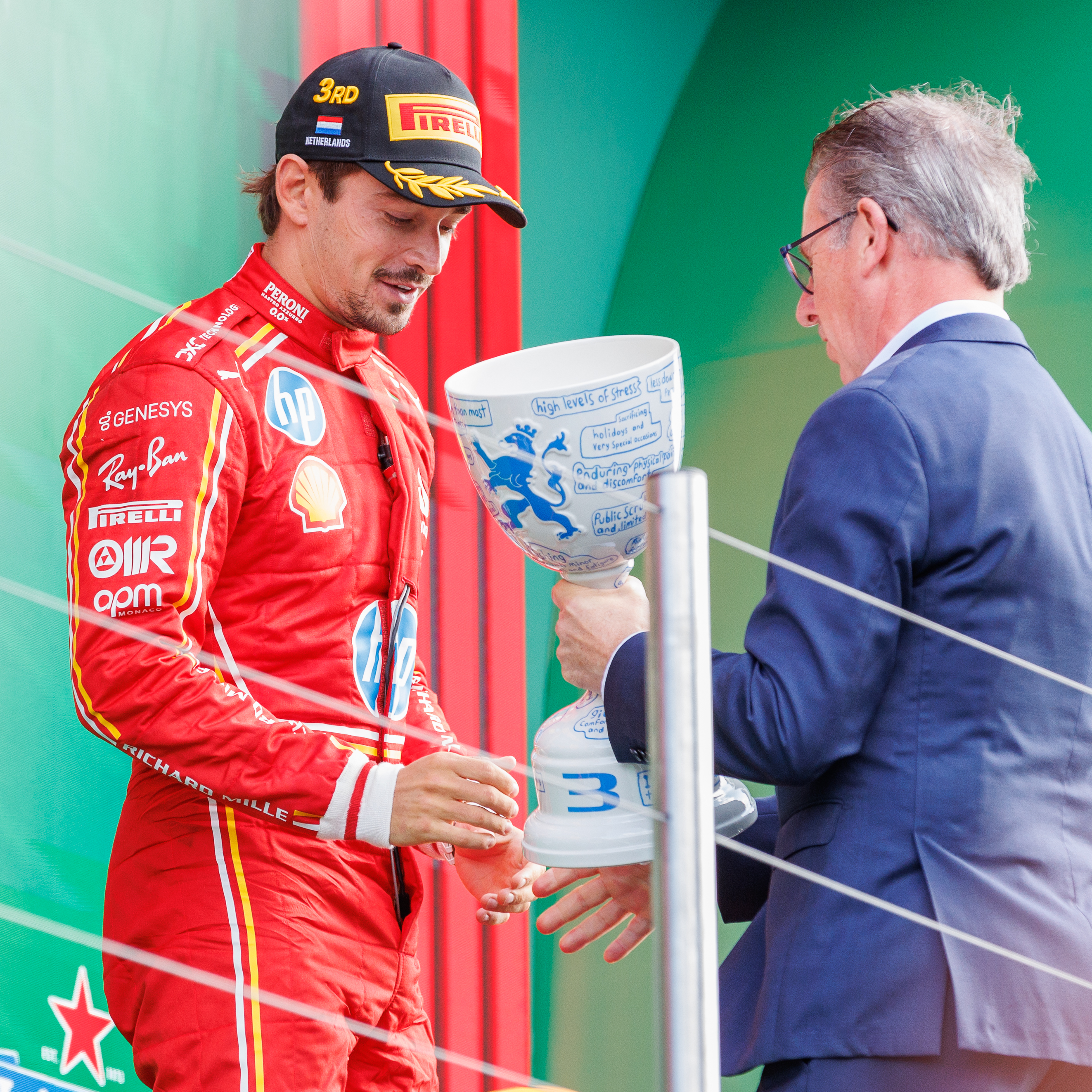
Leclerc premiato sul podio per il terzo posto colto a Zandvoort

Al rientro dalla pausa estiva, sin dalle prime prove libere il weekend del Gran Premio d'Olanda sembrerebbe preannunciarsi abbastanza ostico per il team di Maranello, con Sainz Jr. che non riesce nemmeno a disputare la seconda sessione di prove libere a causa di un problema al cambio; difficoltà che si confermano in qualifica, dove lo spagnolo si piazza undicesimo (guadagnando tuttavia una posizione in griglia di partenza grazie alla successiva cancellazione del miglior tempo di Albon), mentre Leclerc agguanta un'insperata sesta posizione. Nonostante le premesse di una gara da correre in difesa, tuttavia, la corsa termina con un risultato complessivamente positivo, oltre le più rosee aspettative, per entrambi i piloti della Scuderia: Leclerc conclude sul podio, in terza posizione, mentre Sainz Jr. riesce a rimontare sino alla quinta posizione. Il fine settimana immediatamente successivo si disputa il Gran Premio d'Italia, in occasione del quale la Scuderia si presenta con una livrea leggermente modificata, ispirata alla fibra di carbonio: i numeri dei piloti sulla carrozzeria, infatti, non sono come di consueto in bianco bordati di giallo, ma in carbon look, scelta appositamente per far risaltare le trame intrecciate e i riflessi naturali della fibra di carbonio. Proprio nel Gran Premio di casa, la Ferrari riesce a ottenere il risultato migliore da metà stagione a quella parte: Sainz Jr. termina la corsa in quarta posizione, mentre Leclerc — grazie alla strategia del muretto rosso, che ha optato per fermare ai box il pilota monegasco solamente una volta — riesce a cogliere un'inaspettata vittoria, bissando il successo ottenuto cinque anni prima e ottenendo così la terza vittoria stagionale per il team di Maranello. Il primo week-end disputato all'infuori del continente europeo vede la Ferrari tornare protagonista anche in qualifica: in occasione del Gran Premio dell'Azerbaigian, infatti, Leclerc conquista la sua terza pole position stagionale (nonché la quarta di fila presso il circuito di Baku), mentre Sainz Jr. ottiene un ottimo terzo piazzamento. Il risultato della corsa, tuttavia, si rivela inferiore alle premesse della vigilia: nonostante una prima parte di gara condotta in prima posizione, il pilota monegasco termina i 51 giri dell'appuntamento azero al secondo posto, mentre il pilota spagnolo viene costretto al ritiro a causa di un incidente di gara avvenuto mentre si trovava in lotta per il terzo gradino del podio con il messicano Pérez. Anche il Gran Premio di Singapore consegna un risultato decisamente sotto alle aspettative per il team di Maranello, alla vigilia dato tra i principali candidati alla vittoria: dopo una qualifica deludente, infatti, entrambi i piloti della Scuderia concludono la corsa ai margini del podio, con Leclerc e Sainz rispettivamente quinto e settimo al traguardo.
Concluso il break autunnale, il fine settimana del Gran Premio degli Stati Uniti segna l'inizio della parte finale di stagione: contrariamente ai pronostici, sin dalle prime sessione di prove libere la SF-24 viene ad attestarsi quale migliore tra le monoposto in pista. Ad ulteriore testimonianza di una ritrovata competitività, frutto anche degli aggiornamenti portati dai tecnici della Scuderia tra il weekend monzese e quello singaporegno, i due alfieri della Rossa concludono la gara sprint del sabato in seconda e quarta posizione, conquistando una doppietta nella gara della domenica, con Leclerc e Sainz rispettivamente primo e secondo. Il trend positivo prosegue anche in occasione del Gran Premio di Città del Messico, in cui Sainz Jr. conquista pole position e vittoria, mentre Leclerc termina la gara in terza posizione, alle spalle di Lando Norris: con questo risultato, la Ferrari torna a vincere almeno cinque Gran Premi nel corso di una singola stagione (situazione che non si verificava dal 2018); inoltre, si tratta della prima vittoria in terra messicana dal successo di Alain Prost nel 1990; infine è la prima annata dal 2008 in cui entrambi i piloti della Rossa riescono a vincere almeno due gare a testa. Il trittico di gare back-to-back si conclude con il Gran Premio di San Paolo: in Brasile, i due piloti agguantano un terzo e quinto posto nella Sprint, mentre al termine della gara della domenica — caratterizzata da meteo incerto — è il solo Leclerc a ottenere punti, piazzandosi in quinta posizione, mentre Sainz Jr. è costretto al ritiro a causa di un testacoda. La stagione 2024 della Scuderia giunge a conclusione con le gare disputate, senza soluzione di continuità, a Las Vegas, Lusail e Yas Marina. Nel corso dell'ultimo appuntamento disputato negli States, la Ferrari ottiene un terzo e quarto posto, conquistati rispettivamente da Sainz Jr. e Leclerc, mentre in Qatar la Rossa termina la corsa in seconda posizione (con il monegasco, la cui vettura ha corso equipaggiata con una versione sperimentale del fondo, in prospettiva di essere utilizzato nel 2025) e in sesta posizione (con lo spagnolo, il quale è stato peraltro vittima di una foratura che ne ha compromesso il piazzamento finale). Negli Emirati Arabi Uniti, infine, entrambi i piloti della Scuderia riescono ad ottenere un piazzamento sul podio: Sainz Jr. (alla sua ultima gara della carriera in Ferrari) giunge secondo al traguardo, mentre Leclerc (partito, anche a causa di una penalità dovuta alla sostituzione della batteria, in diciannovesima posizione) conclude terzo.

## Piloti
| Piloti ufficiali       | Piloti ufficiali   | Piloti ufficiali |
| Nazione                | Nome               | Numero           |
| ---------------------- | ------------------ | ---------------- |
| Monaco (bandiera)      | Charles Leclerc    | 16               |
| Spagna (bandiera)      | Carlos Sainz Jr.   | 55               |
| Regno Unito (bandiera) | Oliver Bearman     | 38               |
| Piloti di riserva      |                    |                  |
| Nazione                | Nome               | Numero           |
| Regno Unito (bandiera) | Oliver Bearman     | 38               |
| Italia (bandiera)      | Antonio Giovinazzi | 99               |
| Israele (bandiera)     | Robert Švarcman    | 39               |
| Italia (bandiera)      | Antonio Fuoco      | 50               |
| Italia (bandiera)      | Davide Rigon       | 80               |
| Monaco (bandiera)      | Arthur Leclerc     | 39               |

## Risultati in Formula 1
| Anno | Team    | Motore  | Gomme | Piloti    |   |    |   |   |   |    |   |   |     |   |     |    |   |   |   |   |     |   |    |   |      |   |    |   | Punti | Pos. |
| ---- | ------- | ------- | ----- | --------- | - | -- | - | - | - | -- | - | - | --- | - | --- | -- | - | - | - | - | --- | - | -- | - | ---- | - | -- | - | ----- | ---- |
| 2024 | Ferrari | Ferrari | P     | Leclerc   | 4 | 3  | 2 | 4 | 4 | 32 | 3 | 1 | Rit | 5 | 117 | 14 | 4 | 3 | 3 | 1 | 2   | 5 | 14 | 3 | 53   | 4 | 25 | 3 | 652   | 2º   |
| 2024 | Ferrari | Ferrari | P     | Sainz Jr. | 3 | SP | 1 | 3 | 5 | 5  | 5 | 3 | Rit | 6 | 35  | 5  | 6 | 6 | 5 | 4 | 18* | 7 | 2  | 1 | Rit5 | 3 | 64 | 2 | 652   | 2º   |
| 2024 | Ferrari | Ferrari | P     | Bearman   |   | 7  |   |   |   |    |   |   |     |   |     |    |   |   |   |   |     |   |    |   |      |   |    |   | 652   | 2º   |

| Legenda | 1º posto     | 2º posto | 3º posto    | A punti         | Senza punti/Non class.  | Grassetto – Pole position Corsivo – Giro più veloce Apice – Risultato Sprint (A punti) |
| Legenda | Squalificato | Ritirato | Non partito | Non qualificato | Solo prove/Terzo pilota | Grassetto – Pole position Corsivo – Giro più veloce Apice – Risultato Sprint (A punti) |

* – Indica il pilota ritirato ma ugualmente classificato avendo coperto, come previsto dal regolamento, almeno il 90% della distanza di gara.

### Esplicative
1. ↑  La squadra viene iscritta ai Gran Premi come Scuderia Ferrari,[1] nonostante l'accordo con HP quale title sponsor siglato prima del Gran Premio di Miami, sesta prova della stagione.[2]

### Bibliografiche
1. ↑  (EN) 2024 FIA Formula One World Championship Entry List, su fia.com, 3 aprile 2024.
2. ↑  (EN) Ferrari and HP Announce a Title Partnership, su press.hp.com, 24 aprile 2024.
3. ↑   SF-24, La nuova monoposto Ferrari 2024, su ferrari.com. URL consultato il 28 dicembre 2024.
4. ↑   Piloti, team principal e ingegneri: l'organigramma della Scuderia Ferrari, su sport.sky.it, 15 febbraio 2024. URL consultato il 19 marzo 2024.
5. ↑   Franco Nugnes, F1 | Tecnica Ferrari SF-24: c'è una rivoluzione che non si vede, su it.motorsport.com, 13 febbraio 2024. URL consultato il 13 febbraio 2024.
6. ↑   Ecco le SF-24 per Miami, su ferrari.com. URL consultato il 26 maggio 2024.
7. ↑   HP è partner ufficiale della Scuderia Ferrari, su hp.com.
8. ↑   Giorgio Pasini, Ferrari in Black, la livrea speciale per Monza, su tuttosport.com, 29 agosto 2024. URL consultato il 28 dicembre 2024.
9. ↑   I sorrisi dopo l'operazione, e Carlos scrive: "Sainz 2-appendicite 0", su gazzetta.it, 9 marzo 2024.
10. ↑   Luca Montanari, La Ferrari trionfa a Melbourne con una doppietta! Vince Sainz, 2° Leclerc, Verstappen messo ko dalla sua Red Bull, su eurosport.it, 24 marzo 2024.
11. ↑   Paolo Filisetti, Ferrari seconda forza del Mondiale: i prossimi passi per avvicinare la super Red Bull, su gazzetta.it, 13 marzo 2024.
12. ↑   Ferrari si conferma seconda forza: forse si poteva osare di più con ala a più basso carico, su sport.sky.it, 11 marzo 2024.
13. ↑   Luca Bocci, F1, disastro Ferrari in Canada. Fuori sia Leclerc che Sainz, vince Verstappen, su ilgiornale.it, 9 giugno 2024.
14. ↑   Leo Turrini, Hamilton Conte di Montecristo. Ferrari, che pena, su quotidiano.net, 27 luglio 2024.
«In meno di due mesi, la Sf24 è passata dal rango di anti Red Bull al ruolo di comparsa.»
15. ↑   Zander Arcari, Ferrari error 404: affidabilità ed aggiornamenti perduti…, su funoanalisitecnica.com, 28 agosto 2019.
16. ↑   Fabrizio Rinelli, Mattia Binotto sul momento Ferrari: “Gli aggiornamenti non funzionano, macchina non all’altezza”, su fanpage.it, 11 luglio 2020.
17. ↑   Ferrari: i nuovi aggiornamenti non funzionano?, su f1grandprix.motorionline.com, 12 novembre 2012.
18. ↑   Alessandro Passanti, F1, perché gli aggiornamenti della Ferrari non funzionano? Red Bull e Mercedes superiori a Barcellona, su oasport.it, 4 giugno 2023.
19. ↑  (EN) Dieter Rencken e Keith Collantine, Vettel: Ferrari removed four months of upgrades from car, su racefans.net, 22 ottobre 2018.
20. ↑   Leo Turrini, È una Ferrari in modalità Binotto, su quotidiano.net, 21 luglio 2024.
«Dopo Montecarlo abbiamo assistito a un declino nelle prestazioni. Gli sviluppi non stanno dando gli esiti attesi.»
21. ↑   Rosario Giuliana, Ferrari e questione sviluppi: situazione in continua evoluzione, su formu1a.uno, 20 agosto 2024.
«La Rossa ha chiuso il primo troncone dell’anno in calo, passando da seconda a quarta forza, con diversi problemi legati allo sviluppo della piattaforma della SF-24.»
22. ↑   Carlo Platella, Aggiornamenti e priorità alla gara: il piano Ferrari dopo Monaco, su formulapassion.it, 31 maggio 2024.
23. ↑   Leo Turrini, Zaccagni, Leclerc, Sainz, Cardile, Briatore, Newey…, su quotidiano.net, 25 giugno 2024.
«Gli sviluppi non stanno funzionando. Mi dispiace per chi si rifiuta di vedere la verità.»
24. ↑   Giacomo Rauli, F1 | Sainz: "Buon podio. Ora non abbiamo i mezzi per vincere", su it.motorsport.com, 30 giugno 2024.
25. ↑   Comunicato stampa, su ferrari.com, 8 luglio 2024.
«La Scuderia Ferrari HP comunica che Enrico Cardile lascia l’azienda e con essa la posizione di Direttore Tecnico Area Chassis. L’ingegnere, in Ferrari da quasi due decenni, ha presentato le sue dimissioni e pertanto, con effetto immediato, l’Area Chassis viene affidata ad interim al Team Principal, Frederic Vasseur.»
26. ↑   F1: Cardile lascia la Ferrari, sue competenze a Vasseur, su ansa.it, 8 luglio 2024.
27. ↑  (EN) Andrew Benson, Chassis technical director Cardile to leave Ferrari, su bbc.com, 8 luglio 2024.
28. ↑   Jacopo Moretti, Vasseur: "Ferrari in Ungheria con fondo evoluto. Saremo protagonisti", su dazn.com, 18 luglio 2024.
29. ↑   Mara Giangregorio, F1. Ferrari porta aggiornamenti ma non migliora. Vasseur fa il punto dopo le qualifiche in Ungheria, su automoto.it, 20 luglio 2024.
30. ↑   Gianluca D'Alessandro, F1 | Leclerc: “Se la SF-24 rimane così, non saremo mai i favoriti”, su it.motorsport.com, 21 luglio 2024.
31. ↑   Luca Montanari, Ferrari, perché Carlos Sainz si è fermato in anticipo nelle libere 2? Problema al cambio sulla SF-24, su eurosport.it, 23 agosto 2024.
32. ↑   Matteo Senatore, Leclerc: “Il 6° posto non dà il sorriso. 9 decimi di ritardo sono tanti”, su formulapassion.it, 24 agosto 2024.
33. ↑   Paolo D’Alessandro, Leclerc: “Dobbiamo capire perché siamo stati veloci, aggiornamenti a Monza”, su formu1a.uno, 25 agosto 2024.
34. ↑   Roberto Chinchero, F1 | Ferrari consistente a sorpresa: Leclerc sul podio, su it.motorsport.com, 25 agosto 2024.
35. ↑   F1: Olanda; Leclerc, 'podio a sorpresa, ritrovato il passo', su ansa.it, 25 agosto 2024.
36. ↑   Matteo Senatore, Sorride anche Sainz: “Sono arrivato a 7 secondi dal podio partendo 10°”, su formulapassion.it, 25 agosto 2024.
37. ↑   La Scuderia Ferrari HP celebra a Monza la fibra di carbonio, su ferrari.com, 28 agosto 2024.
38. ↑   Ferrari, livrea con dettagli speciali sulle SF-24 a Monza, su autosprint.corrieredellosport.it, 28 agosto 2024.
39. ↑  (ES) Miguel Sanz, Monza explota, ¡Ferrari tumba a McLaren con una genialidad!, su marca.com, 1º settembre 2024.
40. ↑  (FR) Fréderic Ferret, Une parfaite maîtrise des pneus, le nouvel atout de Ferrari, su lequipe.fr, 2 settembre 2024.
41. ↑   Massimo Costa, Leclerc vince il GP di Monza, capolavoro di strategia della Ferrari: battute le due McLaren, su ilmessaggero.it, 1º settembre 2024.
42. ↑   Leo Turrini, Leclerc e Ferrari nella leggenda, su quotidiano.net, 1º settembre 2024.
43. ↑   Charles Leclerc: "Ho vinto a Monza nel 2019 e oggi. I sogni si ripetono", su eurosport.it, 2 settembre 2024.
44. ↑  (EN) Madeline Coleman, Ferrari’s Charles Leclerc wins F1’s 2024 Italian GP as McLaren squanders chances, su nytimes.com, 1º settembre 2024.
45. ↑   Fabrizio Parascandolo, Alonso: «Ferrari è la favorita per le prossime gare». La risposta di Vasseur è incredibile, su formula1.it, 27 agosto 2024.
46. ↑   F1 Gp Singapore: pole capolavoro di Norris. Disastro Ferrari: Leclerc nono, Sainz decimo, su sport.quotidiano.net, 21 settembre 2024.
47. ↑   Jacopo Moretti, Ferrari, sabato amaro. Leclerc: "Tradito dalle gomme, speranze minime per il GP", su gazzetta.it, 21 settembre 2024.
48. ↑   F1, Gp di Singapore: Norris vince davanti a Verstappen, Ferrari quinta con Leclerc, su corrieredellosport.it, 22 settembre 2024.
49. ↑   Francesco Rapetti, F1 – Magia Ferrari, gli aggiornamenti funzionano: “Quel problema ora è risolto”, su f1ingenerale.com, 21 ottobre 2024.
50. ↑   Federico Albano, Ferrari e quegli indizi sul miglioramento meccanico, su formulapassion.it, 26 ottobre 2024. URL consultato il 28 dicembre 2024.
«Vedendo il comportamento della monoposto, comunque, qualcosa dal punto di vista sospensivo sembra essere cambiato, sia da dopo l’estate, che dopo l’interruzione autunnale. Una rossa così performante dal punto di vista meccanico è un’importante novità, anche perché l’impressione è che tale prestazione porti con sé una finestra più ampia di funzionamento, e una migliore gestione della gomma, che si riflette poi in un ottimo passo gara»
51. ↑   Giacomo Rauli, F1 | Vasseur: "Ora siamo forti ovunque. Continuiamo a spingere", su it.motorsport.com, 28 ottobre 2024.
52. ↑   Alex D'Agosta, Bellissima doppietta di Leclerc e Sainz ad Austin. Ferrari a solo 8 punti da Red Bull nei costruttori, su ilsole24ore.com, 21 ottobre 2024.
53. ↑   Rüdiger Franz Gaetano Herberhold, Leclerc-Sainz: è doppietta Ferrari a Austin!, su guerinsportivo.it, 21 ottobre 2024.
54. ↑   Leo Turrini, …e Sainz augurò buon lavoro a Lewis Hamilton, su quotidiano.net, 27 ottobre 2024.
«Era dal 2018 che la Ferrari non si aggiudicava almeno cinque successi in una stagione.»
55. ↑   Paolo Ciccarone, F1. Ferrari a due facce: Sainz e Leclerc come Prost e Mansell al GP del Messico 1990, su automoto.it, 28 ottobre 2024.
56. ↑   Daniele Sparisci, F1 Gp Las Vegas, il risultato della gara: vince Russell davanti a Hamilton e Sainz. Verstappen 5° campione del mondo, su corriere.it, 24 novembre 2024.
57. ↑   Zander Arcari, F1, Ferrari valuta l’uso del nuovo fondo sperimentale in Qatar, su funoanalisitecnica.com, 28 novembre 2024.
58. ↑   Mara Giangregorio, F1. GP Qatar, Carlos Sainz baciato dalla sfortuna: "Un giro intero con la foratura, ma ad Abu Dhabi lotteremo fino alla fine", su automoto.it, 1º dicembre 2024.
59. ↑   Michele Mazzeo, Sainz scoppia in lacrime nel box di Abu Dhabi, l'addio alla Ferrari è agrodolce: non regge l'emozione, su fanpage.it, 9 dicembre 2024. URL consultato il 28 dicembre 2024.
60. ↑   Carlos Sainz, l'ultimo team radio: "Per sempre", valle di lacrime in Ferrari, su liberoquotidiano.it, 9 dicembre 2024. URL consultato il 28 dicembre 2024.
61. ↑  (ES) Carlos Sainz, a lágrima viva en su adiós de Ferrari, su marca.com, 9 dicembre 2024. URL consultato il 28 dicembre 2024.
62. ↑   F1, Abu Dhabi: problemi alla Ferrari di Leclerc, cambio batteria. Penalità di 10 posizioni, su sport.sky.it, 6 dicembre 2024. URL consultato il 28 dicembre 2024.
63. ↑   F1 Gp Abu Dhabi oggi, vince Norris davanti a Sainz. Terzo un clamoroso Leclerc. Ferrari a un soffio dall’impresa, su sport.quotidiano.net, 8 dicembre 2024. URL consultato il 28 dicembre 2024.